# Yechiva

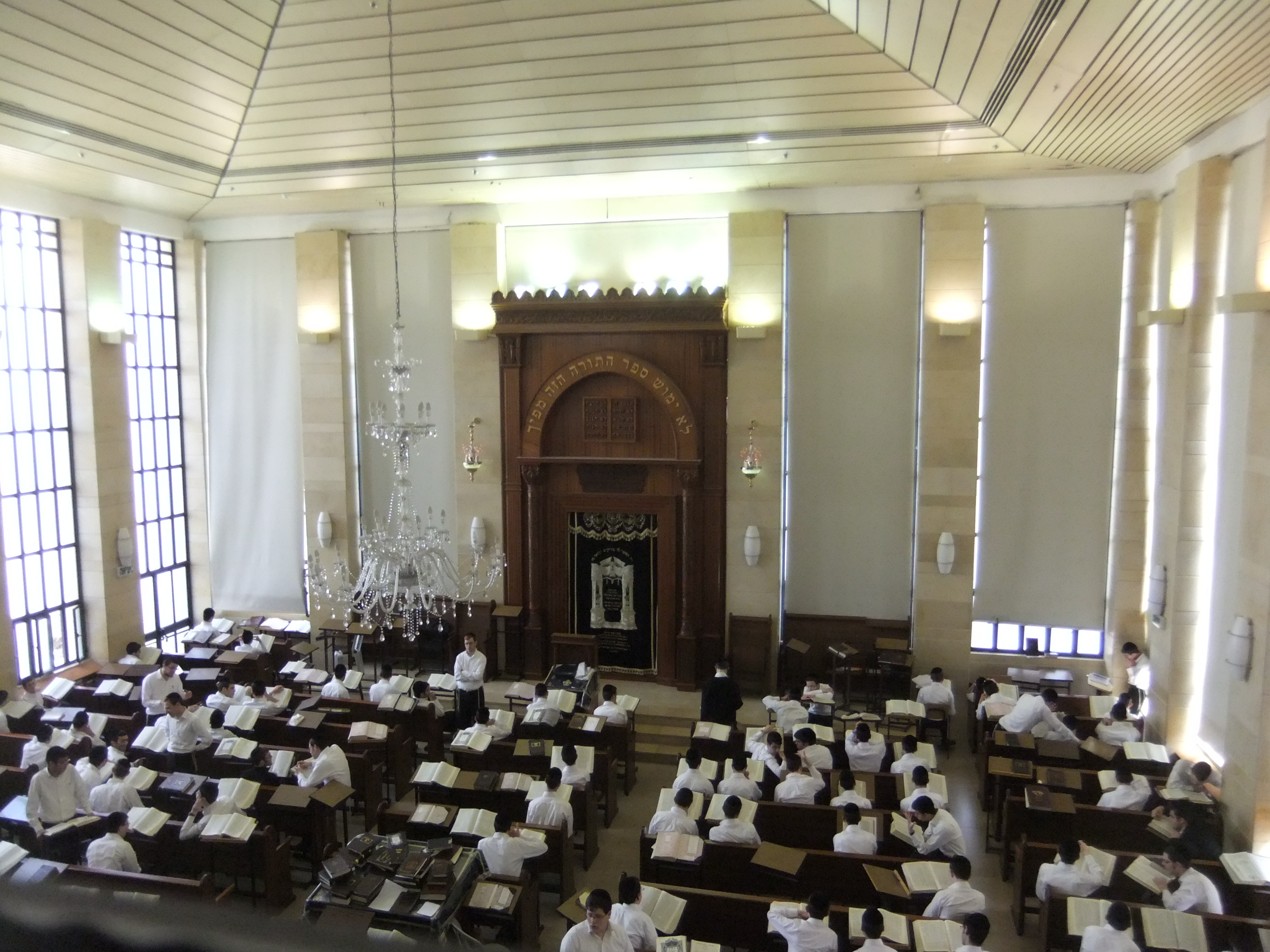

Une yechiva, ou yeshivah (en hébreu : ישיבה, ješiva, ישיבות ješivot au pluriel) est un centre d'étude de la Torah et du Talmud dans le judaïsme. Chaque yechiva est généralement dirigée par un rabbin, appelé Roch Yechivah (littéralement « chef de yechiva »). L'enseignement y est destiné aux hommes et aux jeunes de plus de treize ans ; il existe une structure équivalente pour les jeunes filles : les séminaires.
Dans les yechivot modernes, les étudiants dorment généralement sur place en internat. Le plus clair du temps est passé dans l'étude du Talmud, ouvrage monumental d'élaboration de la loi juive. Dans la salle d'étude, il y a des bancs et des pupitres ; l'étude se fait par groupe de deux, avec élucidation du texte araméen, joutes oratoires et raisonnements subtils très techniques ; généralement suivie ou précédée d'un cours magistral.
Le programme d'étude comporte aussi parfois la Halakha (loi juive codifiée) et la pensée juive.
La journée est rythmée par les trois prières quotidiennes.
Une des fonctions de la yechiva est de former les futurs maîtres et rabbins des communautés juives ; une autre est de donner un minimum d'érudition aux simples fidèles.
De nos jours, elle est considérée par les Juifs haredi comme une institution indispensable à la survie spirituelle de sa jeunesse.

## Histoire

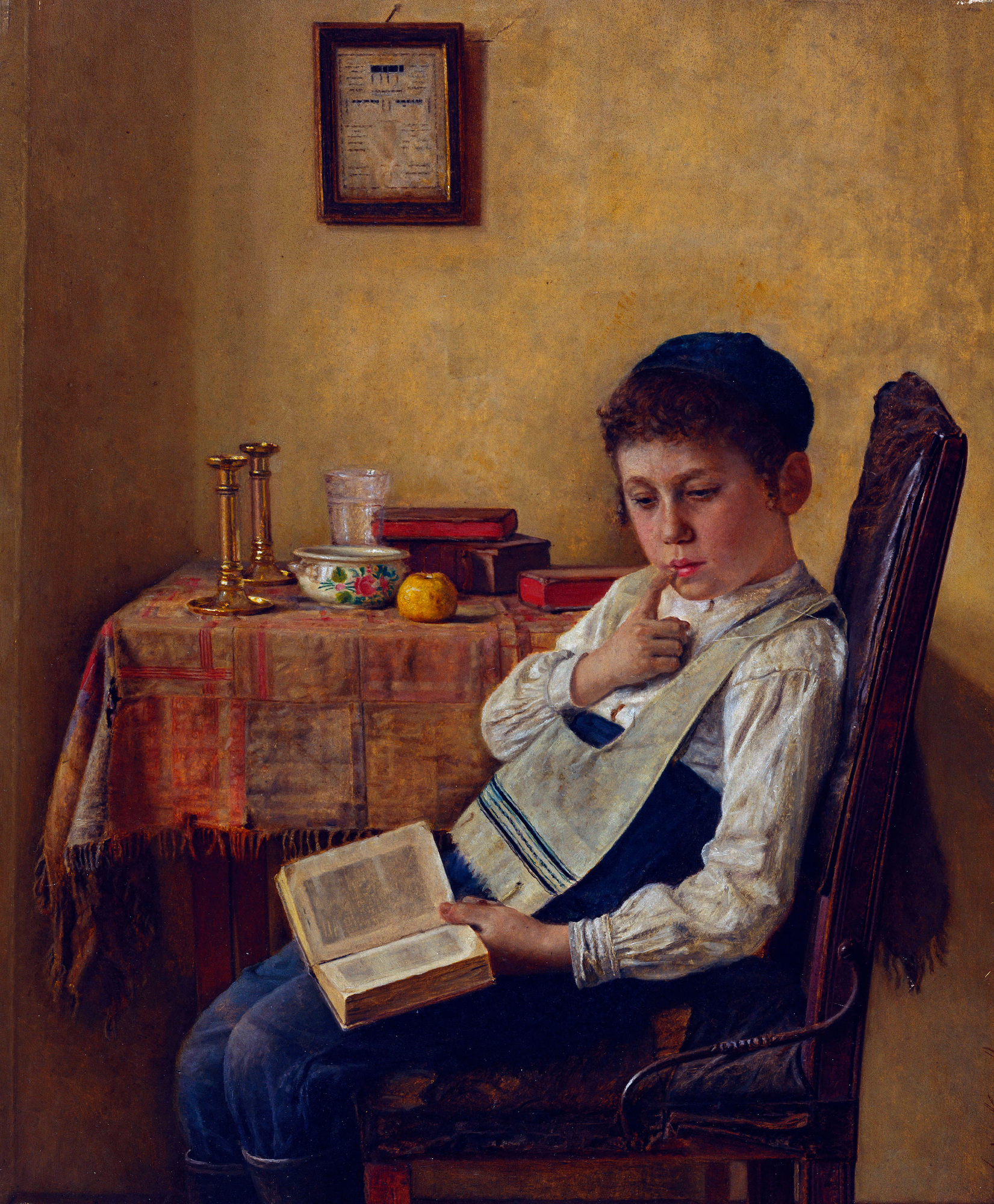
Garçon de yeshiva, Isidor Kaufmann.

Au cours du siège de Jérusalem par les Romains, Rabbi Yoḥanan ben Zakkaï demande au gouverneur l'autorisation de fonder un centre d'études dans la ville de Yavné. C'est le premier centre juif qui va prendre la suite et remplacer le temple de Jérusalem et le Sanhédrin.
Les yechivot existent depuis le début du judaïsme dit "rabbinique" et tout au long de l'histoire juive, dans les différentes diasporas. Leur existence est mentionnée à de nombreuses reprises dans le Talmud.
Un bâtiment identifié récemment comme étant une yechiva fut bâti à Rouen vers 1100.
Il y a aujourd'hui en France des yeshivot en activité, par exemple la Yechiva Tomhei Temimim Loubavitch Brunoy (ישיבת תומכי-תמימים ליובאוויטש) aussi nommée Yeshiva de Brunoy dans l'Essonne, Yechiva Tomhei Temimim Loubavitch à Vincennes (ישיבה תומכי תמימים ליובאוויטש), la Yechiva d'Aix-les-Bains en Savoie, la Yeshiva Beth Yossef à Bussières, la Yeshiva Yad Mordechai à Paris, la Yeshiva Mekor Israel, à Épinay-sur-Seine près de Paris, la Yeshiva Torat Haim Ohr Hanania à Marseille, ou encore dans un style différent et plus moderne, la Yechiva des Étudiants à Strasbourg, dont certains élèves ont ensuite créé d'autres Yechivot : (Yechiva des étudiants de Paris, et Yechiva des étudiants à Marseille).